# Prionocera ominosa
Prionocera ominosa är en tvåvingeart som först beskrevs av Alexander 1920.  Prionocera ominosa ingår i släktet Prionocera och familjen storharkrankar. Inga underarter finns listade i Catalogue of Life.